# Ballet Ucraniano Troianda
El Ballet Ucraniano Troianda es un grupo de danzas folclóricas ucranianas de la ciudad de Leandro N. Alem, Misiones, en Argentina. 
Pertenece a la Parroquia San Pedro y San Pablo de la Iglesia greco-católica ucraniana. Cuenta con tres grupos de baile: niños, jóvenes y adultos. Actualmente tiene más de medio centenar de bailarines.
A diferencia de los cuerpos de ballet de otras comunidades, una particularidad destacada entre los ucranianos es que casi todos sus ballets están vinculados y administrados por las iglesias. Esta organización se percibe como la forma más adecuada de mantenerlos, evitando la influencia de intereses particulares. En cada festividad o evento religioso, cívico o político, los integrantes del ballet participan vistiendo trajes tradicionales y portando estandartes que reflejan su afiliación.
El nombre Troianda ("Троянда") significa rosa en idioma ucraniano.

## Historia
Formado en 2009, el Ballet ucraniano Troianda tuvo su debut y primera presentación el día 5 de julio de ese año durante la fiesta patronal de la Parroquia San Pedro y San Pablo.
En 2016, participó del 1° Encuentro Provincial de Ballets Ucranianos en el Parque de las Naciones de Oberá. Este evento fue organizado por la Colectividad Ucraniana de Oberá para celebrar los 35 años de vida del Ballet Barvinok y conmemorar los 25 años de independencia de Ucrania.
En 2017, participaron del 2° Encuentro de Ballets Ucranianos en Oberá, que además contó con la participación de ballets ucranios de toda la provincia, de Buenos Aires, Chaco y de la República del Paraguay. También fueron invitados a participar de la Fiesta Nacional de la Navidad que se realiza todos los años en el mes de diciembre en la ciudad de Leandro N. Alem.
En 2018, participan junto a otros 600 jóvenes de Misiones, Chaco, Buenos Aires y Paraguay del 3° Encuentro de Ballets Ucranianos en el escenario "Norguss Jacob" del Parque de las Naciones de Oberá. En esta ocasión también se llevó a cabo la "Feria Artesanal Ucraniana", donde se ofrecieron artículos de la cultura ucraniana, como bordados típicos, pisankas, camisas y mantelería. Durante este año también participan de la 43° Fiesta Provincial de la Cerveza, donde se festeja el Oktoberfest en la ciudad de Leandro N. Alem.
En 2019, para conmemorar el 10° aniversario del Ballet fue organizada una cena show en el Centro Cultural Germano Argentino de la ciudad de Leandro N. Alem, donde estuvo de invitado el Ballet Barvinok de Oberá.
En 2021, participaron de la XXVI de la Fiesta Provincial del Agricultor en la ciudad de Comandante Andresito, la cual fue declarada de interés por la Honorable Cámara de Diputados de la Nación.
En 2022, viajaron a la ciudad de Pitanga, en Brasil, para participar por primera vez del Festival Nacional de Danzas Ucranianas. Este festival es un evento anual que se realiza en el sur de Brasil y su sede va rotando entre diferentes ciudades. 
En 2023, son nuevamente invitados a participar del Festival Nacional de Danzas Ucranianas, esta vez en la ciudad de Paulo Frontín, Estado de Paraná. 
En 2024, participan en la XXX edición del Festival Nacional de Danzas Ucranianas, en la ciudad de Curitiba y presentan su danza "Буря" (Tormenta) en el Teatro Guaíra, que representa una Tempestad Kolomeika que refleja el espíritu ucraniano de lucha y resistencia.